# Justin Goldner
Justin Goldner es un productor de música, compositor, arreglista y músico de sesión estadounidense basado en Nueva York, de origen de Filadelfia, Pensilvania.
Ha contribuido a proyectos galardonados con premios Grammy,  Grammy Latino y Tony (Dear Evan Hansen), tal como las películas El gran showman, Spirited y Lyle, Lyle, Crocodile, y serias de televisión como Hazbin Hotel. Es un colaborador frecuente con compositores Pasek y Paul y Jason Robert Brown, incluyendo el musical Broadway The Bridges of Madison County (2014).
Goldner ha sido reconocido para presentaciones de mandolin con Sting en Carnegie Hall en 2016 y en el televisado Navidad en el Centro Rockefeller de NBC en 2015, así como su presentación con Ben Platt en el 60.º Anual Grammy Premios telecast de Madison Square Garden. También está conocido por colaboraciones con artistas globales, incluyendo cantante/trompetista venezolana Linda Briceño (galardonada productora del año del los Premios Grammy Latinos), compositores indios de Bollywood Shankar Mahadevan y Vishal Bhardwaj, y banda rock cubano Del Exilio.

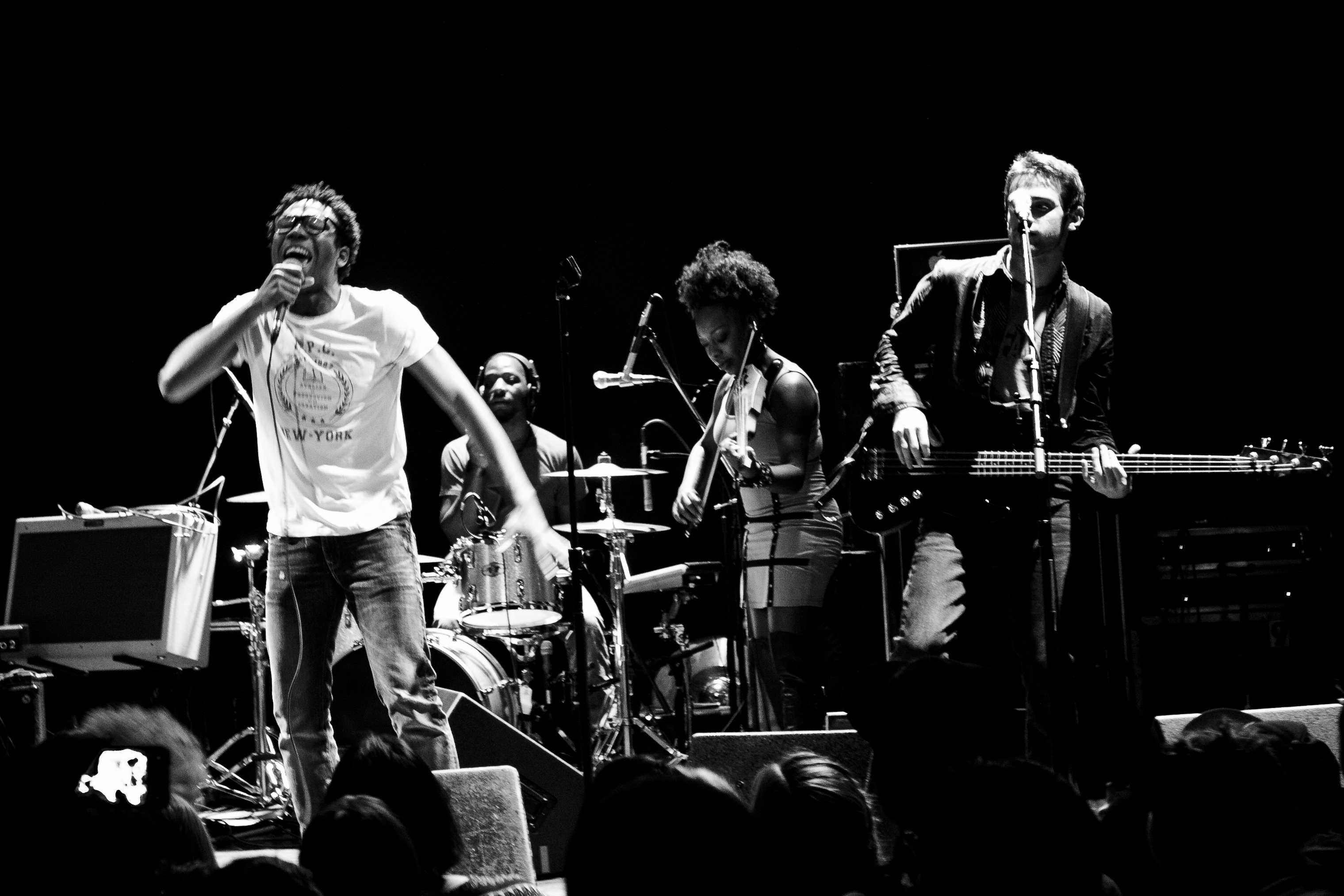
Goldner toca con Childish Gambino en el Bowery Ballroom de Nueva York

Como productor y compositor, Goldner está conocido por hacer uso a texturas acústicas tal como electrónicas. Desde 2009, su trabajo cuando productor y director de Grace McLean & Them Apples resultó en tres álbumes, combinando las técnicas vocales looping de McLean con instrumentos orgánicos, reconocido como "sofisticado" y "brillante" por Rolling Stone Español y "que entrega una experiencia auditoria a diferencia de cualquier otra". Presentaciones consecutivos en la serie American Songbook de Lincoln Center en 2015 y 2016 se reconocieron en el New York Times, en el que escribió Stephen Holden: “En la tradición de Bobby McFerrin, [McLean] es una maga sónica quién multiplica su voz en loops electrónicos que puede convertir a una cantante en un coro de una personas y sección de ritmo. […] La electrónica entrelazó arreglos polirrítmicos de jazz  y swing concibieron por Justin Goldner, su director musical y bajista.”
Otros créditos notables de producción y composición incluyen el álbum del trío pop-folclórico Saint Adeline, Bubble Boy de Cinco Paul & Ken Daurio, y "Destiny", del álbum tributo Jem & The Holograms por Hasbro.
Goldner participó en el desarrollo de la música de la película El gran showman, así como su musical Dear Evan Hansen, el cual también presentó en la producción Broadway. Ha hecho presentaciones con Ricky Martin, Macy Gray, Tori Kelly, Donald Glover, Shawn Mendes, Ledisi, Bruce Springsteen, James Taylor, Natasha Bedingfield, Idina Menzel, Jordin Sparks, Aloe Blacc, Renée Fleming, Max Martin, Ludwig Goransson, Ariana DeBose, Stephen Sondheim, Lin-Manuel Miranda, Alan Menken, Chris Thile, Matisyahu, Amanda Brown, Steve Martin, John Turturro, Allison Williams, Jane Monheit, Jesse McCartney, Emily Kinney, Audra McDonald, Jeremy Jordan, Cynthia Erivo, Milck, Lolo, Grace Weber, Elle Varner, Lawrence, y su mentor, Meshell Ndegeocello.
También hizo presentaciones clásicas con la Sinfonía Chelsea y Teatro Graticello, y tocó electrónica viva y diseño de sonido con el grupo crossover 9 Horses.  

## Discografía

### Producción & Composición
- Grace McLean – My Lovely Enemy (2024)[14][34]
- Tori Kelly – "Waving Through a Window" (2021)
- Ariana DeBose – "Shall We Dance" (2021)
- Anne of Green Gables: A New Musical (2020)
- Drew Gasparini – We Aren't Kids Anymore (2020)[35]
- Mike Tedesco – Hardly Recognizable (2019)
- Hey Guy – "Stereo" (2019)
- Neisha Grace ft. Natalie Weiss – "Lovestruck" (2018)
- Jared Saltiel – Out of Clay (2018)
- 9 Horses – "The Water Understands" (2017)
- Cinco Paul – Bubble Boy [Original Cast Recording] (2017)
- Alice J Lee – "In Love With Drew", "Trouble" (2016)
- Janet Krupin – Hipster Pinup (2016)
- Saint Adeline – Saint Adeline (2016)
- Barnaby Bright – "Destiny" (Truly Outrageous: A Tribute to Starlight Records, 2015)
- Grace McLean & Them Apples – Natural Disaster (2015)
- Bri Arden – All The Above (2014)
- Abby Bernstein – Talk in Tongues (2012)
- Grace McLean & Them Apples – Make Me Breakfast (2012)
- Carrie Manolakos – Echo (2012)
- Shaina Taub – What Otters Do (2011)

### Como músico de sesión
- 9 Horses - Strum (2024)[36]
- Hazbin Hotel (Banda Sonora Original) (2024)
- Spirited (Banda Sonora de la Pelicula Apple Original) (2022)[37]
- Lyle Lyle Crocodile (Banda Sonora Original) (2022)[23]
- Dear Evan Hansen (Banda Sonora Original) (2021)
- 9 Horses – Omegah (2021)
- Janita – Here Be Dragons (2021)[38]
- Ben Platt – Sing To Me Instead: Deluxe Edition (2020)
- Georgia Stitt – A Quiet Revolution (2020)[39]
- Kathryn Allison – Something Real (2019)
- Linda Briceño – 11 (Ella Bric & the Hidden Figures) (2018)
- Jason Robert Brown – How We React and How We Recover (2018)
- Tim Kubart – Building Blocks (2018)
- Celia Woodsmith – Cast Iron Shoes (2018)
- Dear Evan Hansen (Grabación Broadway Original) (2017)
- El gran showman (Banda sonora original) (2017)
- J3PO – Memory (2017)
- Jon Epcar – Morning Drone (2017)
- Clinton Curtis – Getaway Car (2016)
- Dillon Kondor – Hostage (2016)
- Jihae – Illusion of You (2015)
- Los Puentes de Madison (Álbum de Broadway Original) (2014)
- Del Exilio – Panamericano (2013)
- Kerrigan-Lowermilk Live (2013)
- Nick Blaemire & The Hustle (2012)
- Drew Gasparini – I Could Use A Drink (2012)

## Arreglos & orquestación
- Bhangin It (Sam Willmott)[40]
- Karate Kid (Drew Gasparini)[41]
- Bubble Boy (Cinco Paul)[42]
- Anne of Green Gables (Matte O'Brien & Matt Vinson)[43][44]
- The Louder We Get (Colleen Dauncey & Akiva Romer-Segal)[45]
- Deathless (Zack Zadek)[46]
- It's Kind of a Funny Story (Drew Gasparini)[47]
- Hood (Lewis Flinn)[48]
- El espacio entre nosotros
- The Daughters (Shaina Taub)[49]
- Prom Queen (Colleen Dauncey & Akiva Romer-Segal)[50]
- We Aren't Kids Anymore (Drew Gasparini)[51]